# Fredrik Risp

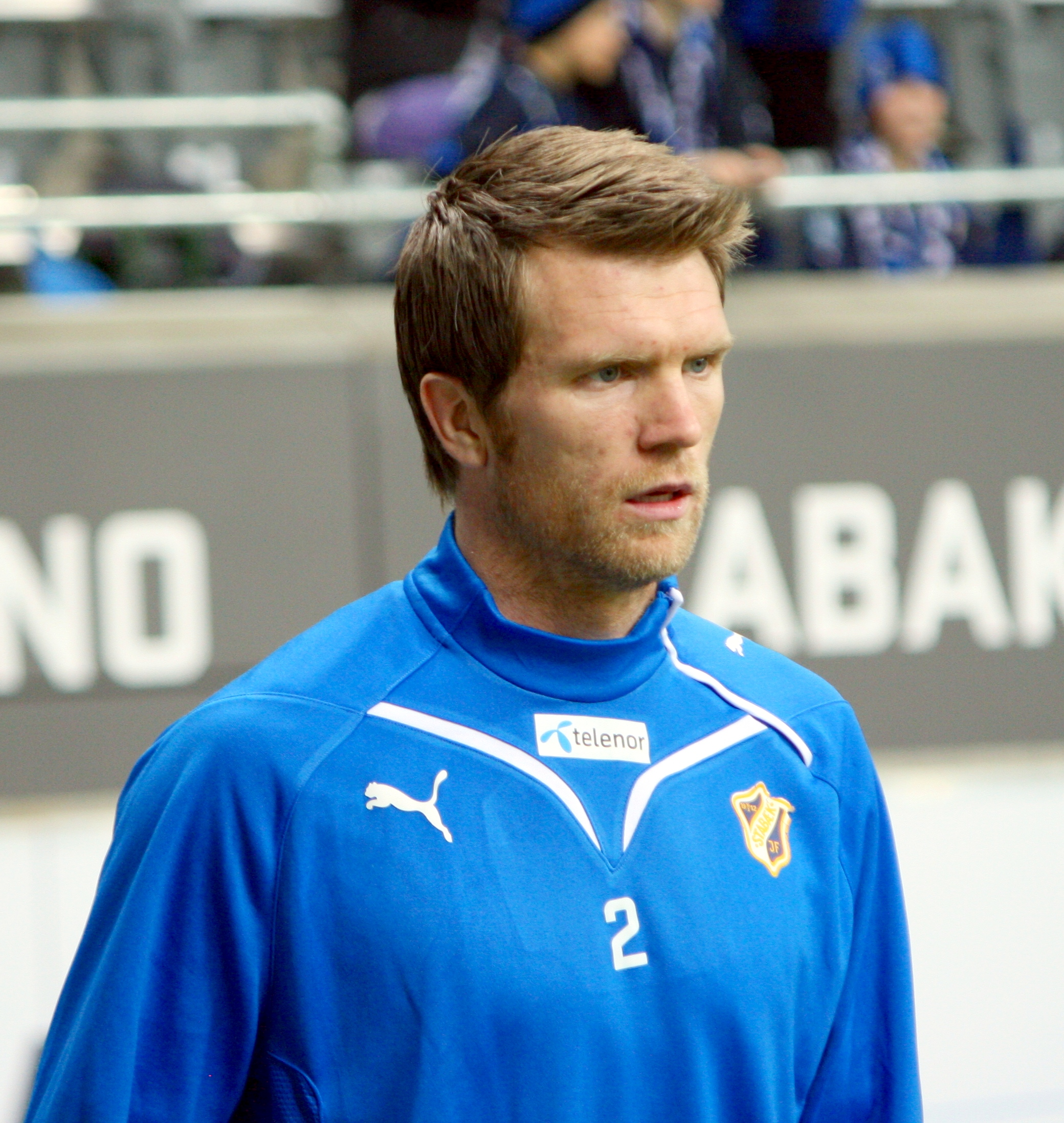
Risp im April 2009

Fredrik Risp (Lars Fredrik Risp, geb. Karlsson; * 15. Dezember 1980 in Lysekil) ist ein schwedischer Fußballspieler.

## Werdegang
Risp begann mit dem Fußballspielen in seinem Heimatort bei Lysekils FF. 1998 schloss er sich IFK Göteborg an, wo er sieben Spielzeiten in der Allsvenskan aktiv war. Diese Zeit wurde durch einen Aufenthalt bei Chievo Verona zwischen Januar und Juni 2003 unterbrochen. Nach Ende der Spielzeit 2005 wechselte er in die Türkei zum Erstligisten Gençlerbirliği Ankara. Im Januar 2007 ging er zusammen mit dem Mannschaftskollegen Ayman Abdelaziz zum Ligakonkurrenten Trabzonspor. Nachdem Trabzonspor ihm kein Gehalt mehr bezahlt hatte, wechselte er ablösefrei zum Ligakonkurrenten Ankaraspor. 2009 kehrte er auf Leihbasis nach Nordeuropa zum amtierenden norwegischen Meister Stabæk Fotball zurück.
Risp kam bisher zu drei Einsätzen in der schwedischen Nationalmannschaft.